# 921 Jovita
921 Jovita
921 Jovita là một tiểu hành tinh bay quanh Mặt Trời.